# Musa Ćazim Ćatić
Musa Ćazim Ćatić, född 12 mars 1878, död 6 april 1915, var en framstående bosniakisk mystiker och poet av den bosniska renässansen vid sekelskiftet av 1900-talet.